# Рубаники (Мядельський район)
Рубаники (біл. вёска Рубанікі) — село в складі Мядельського району Мінської області, Білорусь. Село підпорядковане Слобідзькій сільській раді, розташоване в північній частині області.